# 斯特藩-玻尔兹曼定律
斯特藩-玻尔兹曼定律（Stefan-Boltzmann law），又称斯特藩定律，是热力学中的一个著名定律，其内容为：
一个黑体表面单位面积在单位时间内辐射出的总能量（称为物体的辐射度或能量通量密度）j*与黑体本身的热力学温度T（又称绝对温度）的四次方成正比，即：
{\displaystyle j^{\star }=\epsilon \sigma T^{4}}
其中辐射度j*具有功率密度的量纲（能量/（时间·距离2）），国际单位制标准单位为焦耳/（秒·平方米），即瓦特/平方米。绝对温度T的标准单位是开尔文，{\displaystyle \epsilon }为黑体的辐射系数；若为绝对黑体，则{\displaystyle \epsilon =1}。
比例系数σ称为斯特藩-玻尔兹曼常数或斯特藩常量。它可由自然界其他已知的基本物理常数算得，因此它不是一个基本物理常数。该常数的值为：
{\displaystyle \sigma ={\frac {2\pi ^{5}k^{4}}{15c^{2}h^{3}}}=5.670400(40)\times 10^{-8}{\textrm {J}}{\textrm {s}}^{-1}{\textrm {m}}^{-2}{\textrm {K}}^{-4}.}
所以温度为100 K的绝对黑体表面辐射的能量通量密度为5.67 W/m2，1000 K的黑体为56.7 kW/m2，等等。
斯特藩-玻尔兹曼定律是一个典型的幂次定律。
本定律由斯洛文尼亚物理学家约瑟夫·斯特藩（Jožef Stefan）和奥地利物理学家路德维希·玻尔兹曼分别于1879年和1884年各自独立提出。提出过程中斯特藩通过的是对实验数据的归纳总结，玻尔兹曼则是从热力学理论出发，通过假设用光（电磁波辐射）代替气体作为热机的工作介质，最终推导出与斯特藩的归纳结果相同的结论。本定律最早由斯特藩于1879年3月20日以Über die Beziehung zwischen der Wärmestrahlung und der Temperatur（《论热辐射与温度的关系》）为论文题目发表在维也纳科学院的大会报告上，这是唯一一个以斯洛文尼亚人的名字命名的物理学定律。 
本定律只适用于黑体这类理想辐射源。

## 斯特藩-玻尔兹曼定律的推导
斯特藩-玻尔兹曼定律能够方便地通过对黑体表面各点的辐射谱强度应用普朗克黑体辐射定律，再将结果在辐射进入的半球形空间表面以及所有可能辐射频率进行积分得到。
{\displaystyle j^{\star }=\int _{0}^{\infty }\!d\nu \int _{\Omega _{0}}d\Omega ~I(\nu ,T)\cos(\theta )}
式中Ω0黑体表面一点的辐射进入的半球形空间表面（以辐射点为球心），{\displaystyle I(\nu ,T)}为在温度T时黑体表面的单位面积在单位时间、单位立体角上辐射出的频率为{\displaystyle \nu }的电磁波能量。式中包括了一个余弦因子，因为黑体辐射几何上严格符合朗伯余弦定律（Lambert's cosine law）。将几何微元关系dΩ=sin(θ)dθdφ代入上式并积分得：
{\displaystyle j^{\star }=\int _{0}^{\infty }\!d\nu \int _{0}^{2\pi }\!d\phi \int _{0}^{\pi /2}\!d\theta ~I(\nu ,T)\cos(\theta )\sin(\theta )={\frac {2\pi ^{5}k^{4}}{15c^{2}h^{3}}}\,T^{4}}
（对频率的玻色积分项的计算方法参见条目多重對數函數）

## 日面温度
提出本定律后斯特藩利用它估算了太阳的表面温度。当时法国人查理·索里特（Charles Soret，1854年–1904年）用实验测得地球上接收到的太阳发出的能量通量密度约为一块加热金属板表面辐射的能量通量密度的29倍。将适当大小的圆形金属版放置在测量仪器前方适当的距离，则可以认为测量仪器接收到的金属板发出辐射的角度与太阳光照射的角度基本相同。索里特测得金属板的表面温度为1900°C到2000 °C之间。斯特藩猜测太阳照射到地球的能量有1/3被地球大气层吸收（当时尚未有关于大气层对电磁辐射的吸收的公认测量数据），所以算得实际接收到的太阳辐射强度应为金属板辐射强度的29×3/2 = 43.5倍。金属板的表面温度斯特藩取索里特猜测的中间值1950 °C，即2200 K。由于43.5 = 2.574，所以根据上面的定律，太阳表面的绝对温度应为金属板表面绝对温度的2.57倍，即5430 °C或5700 K（现代精确测量结果为5780 K）。这是历史上对日面温度的第一个较精确的测量结果。在此之前人们对日面温度的数值曾经众说纷纭，测量结果从1800 °C到13,000,000 °C都有。通过其他方法测量的日面温度与该结果的吻合验证了本定律的正确性。